# محمدصادق ربانی
دکتر محمدصادق ربانی رانکوهی (املشی، زاده ۱۳۲۳)، استاد بازنشستهٔ دانشکدهٔ علوم دانشگاه تهران و عضو هیئت اجرایی شورای ملی صلح (برادر محمدمهدی ربانی املشی، دادستان کل کشور در زمان خمینی) است.
ایشان مقطع کارشناسی شیمی را در دانشگاه تهران، کارشناسی ارشد را در ایالات متحده آمریکا و دکتری را در استرالیا تحصیل کرده‌است.
وی مدتی در سازمان انرژی اتمی ایران فعالیت داشته‌است.
او دبیر همایش علمی «صلح پایدار؛ راهی پرفراز و نشیب» در ۸ خرداد ۱۳۸۷ بوده‌است.
وی قبلاً در دانشگاه‌های زیر تدریس کرده‌است:
- دانشگاه تهران
- دانشگاه آزاد اسلامی
- دانشگاه صنعتی اصفهان
- دانشگاه کاشان
- دانشگاه صنعتی امیرکبیر

## بازداشت
وی روز یک شنبه ۵ دی ۱۳۸۸ عاشورا در ساعت ۱۳:۳۰ در تقاطع خیابان‌های استاد نجات‌الهی و طالقانی در حالی که به سمت خانه می‌رفت توسط افراد بسیجی بازداشت و به محل نامعلومی منتقل و پس از ۶۴ روز بازداشت آزاد شد.